# Mett (Biel/Bienne)

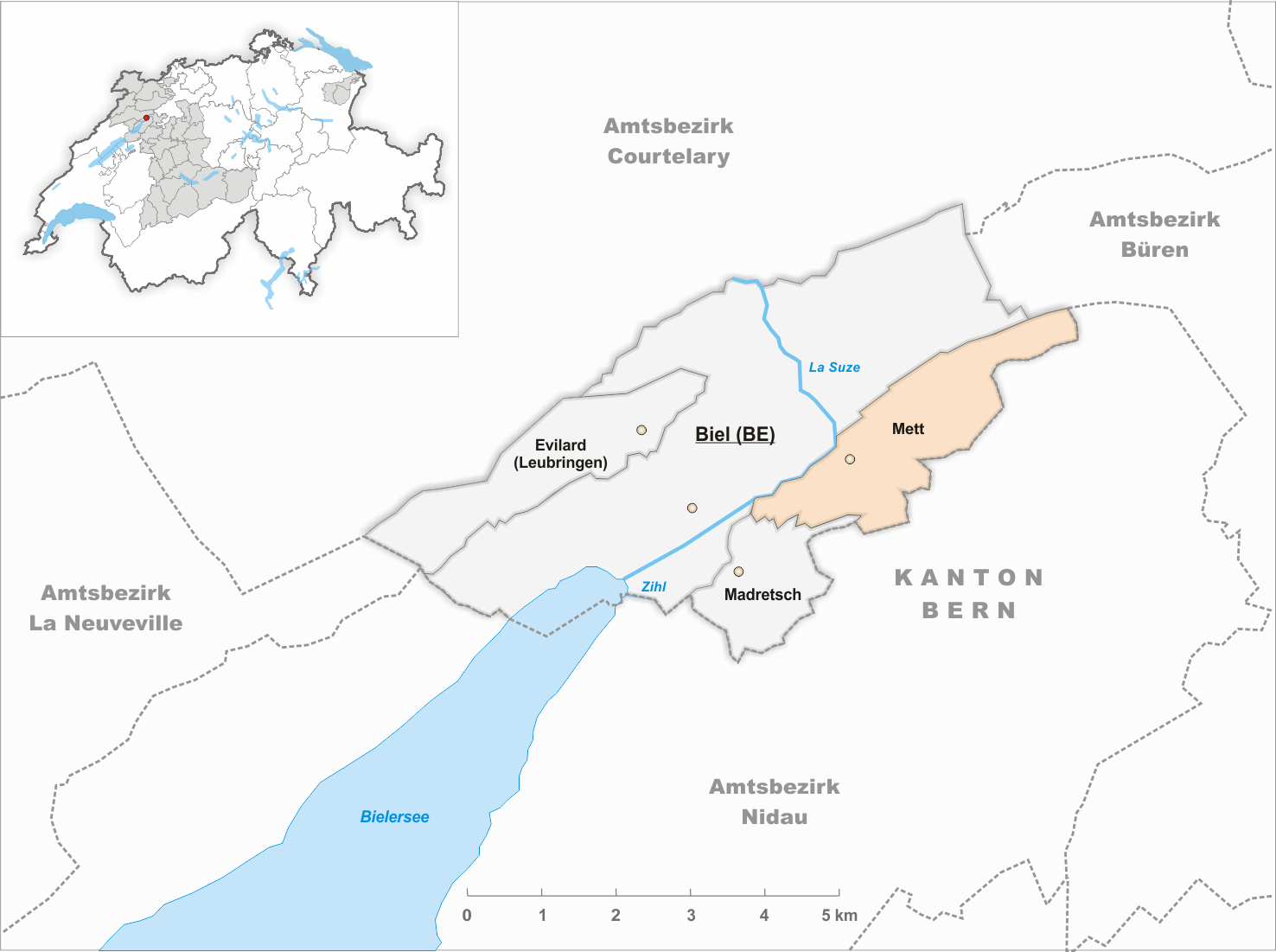
Gemeindestand vor der Fusion am 1. Januar 1920

Mett (französisch Mâche) ist das bevölkerungsreichste und flächenmässig drittgrösste Quartier der Stadt Biel. Das Quartier beginnt in der Stadtmitte und verläuft bis an den südöstlichen Rand der Stadt. Es grenzt an den Büttenbergwald und den Längholzwald sowie an Orpund. Mett ist eine ehemalige politische Gemeinde und wurde 1920 in Biel eingemeindet.

## Lage
Der eigentliche Ortskern der ehemaligen Gemeinde befindet sich rund um die Kirche südlich der Schüss.

## Verkehr
Durch den Ort führt die Strasse von Biel nach Büren an der Aare.
Die Bahnstrecke Biel-Solothurn, welche 1857 eröffnet wurde, führte südlich des damaligen Dorfkerns vorbei. Die Station Mett-Bözingen (heute «Biel Mett») wurde aber erst 1895 eröffnet. Von 1909 bis 1991 gab es eine schmalspurige Güterbahn, die vom Bahnhof Mett aus die Drahtwerke und das Schwellenwerk in Bözingen erschloss.
Im Jahr 1913 wurde die Biel-Meinisberg-Bahn (BMB) eröffnet, welche von Biel her nach Meinisberg führte. Die Strecke von Biel bis Bahnhof Mett gehörte allerdings der Strassenbahn Biel, welche den Betrieb auf dieser Strecke im selben Jahr aufnahm. Die Umstellung der Strassenbahnstrecke auf Trolleybusbetrieb 1940 führte auch zu der Umstellung der BMB, welche ab dem 30. Juni 1940 mit Autobussen fortgesetzt wurde.

## Bevölkerung
| Bevölkerungsentwicklung | Bevölkerungsentwicklung |
| Jahr                    | Einwohner               |
| ----------------------- | ----------------------- |
| 1764                    | 157                     |
| 1850                    | 476                     |
| 1880                    | 751                     |
| 1900                    | 1208                    |
| 1910                    | 1557                    |
| 2010                    | 10834                   |
| 2015                    | 10858                   |

## Sehenswürdigkeiten
- Die reformierte Kirche[1]

Kirche und Pfarrhaus, 1825

- Die katholische Christ-König 1967–1968 von Walter Moser erbaut, mit Kunstwerken von Max Rüedi und Alfred Huber.